# Asbóth János (író)
Nemescsói Asbóth János (Szatumik [Lugoskisfalu]), 1845. június 7. – Videfalva, 1911. június 28.) író, újságíró, néprajzkutató, politikus, a Magyar Tudományos Akadémia tagja. Asbóth Lajos honvéd tábornok fia.

## Élete
Édesapja Asbóth Lajos (1803-1882) 1848-49-es honvéd tábornok, Csongrád városa díszpolgára volt. Középiskolai tanulmányait Pozsonyban, egyetemi tanulmányait Pesten és Zürichben végezte. (Mivel 1863-ban összeesküvés gyanúja miatt haditörvényszék elé állították, ezért fejezte be tanulmányait Zürichben.) 
1866-ban Párizsba ment, ahol belépett a Klapka-legióba. Ezután visszatért hazájába s Krassó vármegyében esküdt, aljegyző s legvégül tiszt. Írói munkáját folytatta azután is, hogy 1870-ben a pénzügyminisztériumban fogalmazó, 1872-ben pedig a honvédelmi minisztériumban elnöki titkár lett. 1872-ben megvált hivatalától s a konzervatív Sennyey-párthoz csatlakozott, és a Kelet Népe főmunkatársa lett. 1875. október 1-jétől háromnegyed évig a párt megbízásából Kolozsváron az Ébredés című politikai napilapot szerkesztette. Innen visszatérve az egyesült ellenzék Magyarország című lapjának lett főmunkatársa, de publikált a Magyar Koronában is. 1881-ben Kállay Béni alatt a külügyminisztériumban működött osztálytanácsosként. 1887-ben országgyűlési képviselő lett a Szabadelvű Párt színeiben. 1892-ben a Magyar Tudományos Akadémia levelező taggá választotta. 
Több évet töltött külföldön: 1880-ban Egyiptomban, 1884-ben Algériában s 1886-tól több ízben, leginkább Kállay Béni pénzügyminiszter kíséretében, Bosznia-Hercegovinában. Az első Wekerle-kormány egyházügyi reformjai (többek között a polgári házasság bevezetése) körüli viták hevében kilépett a Szabadelvű Pártból és az 1896-os választásokon pártonkívüliként mérettette meg magát és szerzett mandátumot. Az 1901-es választásokon már nem jutott be a törvényhozásba, s később sem.

## Művei
- Egy bolyongó tárcájából (2 kötet, Pest, 1866)
- Párisból (Pest, 1867)
- A szabadság (Budapest, 1872)
- Három nemzedék (Pest, 1873). Új kiadása: Három nemzedék (Budapest, 2008)
- A magy. kir. honvédelmi ministerium működése 1867-1872; Államny., Bp., 1873
- Magyar conservativ politika; Légrády, Bp., 1875
- Irodalmi és politikai arczképek; Légrády, Bp., 1876
- Udvarias levelek gróf Andrássy Gyulához; Athenaeum Ny., Bp., 1878
- Álmok álmodója; szerzői, Bp., 1878 (2. kiadás 1882). Új kiadás: Régi magyar regények II. kötetének részeként (Budapest, 1994)
- Udvarias levelek gróf Andrássy Gyulához (Budapest, 1878)
- Új Magyarország (Budapest, 1880)
- A Zaharától az Arabáhig. Utazás Egyiptomban és Palestinában; Franklin, Bp., 1883 (Utazások Könyvtára)
- Báró Sennyey Pál és gróf Apponyi Albert (1884)
- Bosznia-Hercegovina (2 köt. rajzokkal, Budapest, 1887). Új - válogatott - kiadása: Bosznia és Hercegovina (Budapest, 2001). Német nyelvű kiadása: Bosnien und die Herzegowina: Reisebilder und Studien (gótbetűs), (Bécs, 1888).
- Gábel Jakab: A lelkiismereti szabadság és a magyarhoni zsidók szervezése. Nyílt válasz Ullmann Sándor beszédére. Asbóth János levelével a szerzőhöz; Pallas Ny., Bp., 1890
- A közigazgatási reform. Visszapillantás az államosítási eszme fejlődésére; Franklin, Bp., 1891
- Jellemrajzok és tanulmányok korunk történetéhez (Budapest, 1892)
- Kell-e nekünk vallásháború?; Hornyánszky Ny., Bp., 1893
- Korunk uralkodó eszméi (Budapest, 1896)
- Asbóth János társadalom-politikai beszédei; Szt. Gellért Ny., Bp., 1898
- Kiegyezés vagy feloszlás. Asbóth János képviselői jelentése választóihoz; Athenaeum Ny., Bp., 1898
- A föld mint társadalompolitikai és nemzeti kérdés (Budapest, 1900)
- Az őslakók hatása a bosnyák faj alakulására, Budapest, 1902
- Asbóth János válogatott művei; vál., sajtó alá rend., jegyz. Kiczenko Judit; PPKE BTK, Piliscsaba, 2002 (Kötelező ritkaságok)
- Álmok álmodója és más írások; Magyar Közlöny Lap- és Könyvkiadó, Bp., 2016 (Nemzeti könyvtár)

## Szakirodalom
- Lőrincz Anita: A klasszikus eszmény regénye. Asbóth János: Álmok álmodója; EditioPrinceps, Bp., 2016
- Vasas Géza: A ritkaságok kötelező filológiája in: Irodalomtörténeti Közlemények 2005. CIX. évfolyam 4-6. szám
- Lappints Eszter - Palkó Gábor: "Anyám, az álmok nem hazudnak" /Asbóth János: Álmok álmodója/ in: * Iskolakultúra 6. évf. 8. szám, 76-86.
- Szajbély Mihály: Az Álmok álmodója és Schopenhauer, Világosság, 1995/8–9
- Pozsvai Györgyi: Visszanéző tükörben: Az Álmok álmodója ezredvégi olvasata, Bp., Argumentum, 1998
- Eisemann György: Végidő és katarzis, Bp., Orpheusz, 1991.
- Németh László: A Nyugat elődei  in Az én katedrám, Bp. 1969.
- Németh G. Béla: A próza zeneiségének kérdéséhez. MTA I. OK XIII. 1958. 355–392.
- Rónay György:  Asbóth János: Álmok álmodója in A regény és az élet, Bp.,1947.
- Sarkady Elemér: Az Asbóth-Zichy ügy; Athenaeum, Bp., 1879